# Радован Ћурчић
Радован Ћурчић (Ивањица, 10. јануар 1972) бивши је српски фудбалер, а садашњи фудбалски тренер. Тренутно води Јавор из Ивањице.

## Каријера

### Играчка
Ћурчић је готово целу играчку и тренерску каријеру градио у својој земљи. Само једном, на кратко, био је члан словеначке Горице. Све остале играчке дане провео је у Србији - од Јавора, преко Слободе (Ужице), ОФК Београда, поменуте Горице, Приштине, чачанског Борца. Каријеру је завршио у Јавору, где је научио прве фудбалске кораке.
У сезони 2001/02. играјући за Јавор из Ивањице био је најбољи стрелац друге лиге Југославије - група Запад, са 24 постигнута гола и одвео клуб у Прву лигу.

### Тренерска
Тренерским послом Ћурчић је почео да се бави у Јавору (2003–2006), потом је водио чачански Борац (2006–2007) и поново Јавор (2007–2010). У сезони 2008/09. водио је екипу Јавора до 4. позиције у Суперлиги Србије, што је до данас највиши пласман клуба.
Током 2010. и 2011. године радио је као помоћник селектора сениорске репрезентације Србије, Владимира Петровића Пижона, а након Пижонове смене у октобру 2011. преузео је његову функцију као вршилац дужности.
Почетком 2013. године је преузео младу репрезентацију Србије (играчи до 21 године), која је под његовим вођством изборила пласман на Европско првенство 2015. у Чешкој, након што је у двомечу баража била успешнија од дотадашњег шампиона Шпаније (0:0 у Јагодини и 2:1 у Кадизу).
Дана 25. новембра 2014. године именован је као нови селектор сениорске репрезентације Србије, наследивши на клупи Дика Адвоката, који је претходно поднео оставку након пораза од Данске (1:3) на стадиону Партизана. Ћурчић је водио националну селекцију у наставку квалификација за Европско првенство 2016, али Србија није успела да се пласира на то такмичење. Смењен је са места селектора 27. априла 2016. године.
Током 2018. је радио на Тајланду као тренер Муангтонг јунајтеда.
Почетком јула 2020, Ћурчић је почео да ради као помоћник Саву Милошевићу, главном тренеру Партизана. Након што је Милошевић 1. септембра 2020. напустио своју функцију, исто је урадио и Ћурчић.
Од 2021. до 2023. радио је као спортски директор у Јавору након чега је 4. јуна 2023. по трећи пут у каријери постављен за шефа стручног штаба ивањичког суперлигаша.